# Заря (Егорлыкский район)
Заря́ — хутор в Егорлыкском районе Ростовской области.
Входит в состав Роговского сельского поселения.

## География
Хутор расположен на реке Мокрая Грязнуха (бассейн Еи). Расстояние до станицы Егорлыкской — 10 км, до п. Роговского — 7 км.

## История
В августе 1963 года населенный пункт 1-го отделения совхоза «Роговский» переименован в хутор Заря.

## Население
| 1989 | 2002 | 2010 |
| ---- | ---- | ---- |
| 361  | ↘331 | ↘306 |

## Улицы
- ул. Восточная,
- ул. Заречная,
- ул. Фермерская,
- ул. Южная.